# Велика синагога (Дубно)
Велика синагога в Дубні була збудована в стилі бароко у XVI столітті протягом 12 років за сприяння князя Любомирського (на честь його над входом розміщена таблиця), реставрована у 1784 р.. Є однією з найбільших синагог у Західній Україні. Входить до складу Державного історико-культурного заповіднику міста Дубно. Одна з юдейських святинь. У Дубно на єврейському кладовищі похований цадек Йосип Йоске, автор «Ієсод Іосеф». — релігійного твору XVIII століття. Могила відновлена.
Місцева державна влада 21 листопада 2018 року єврейській громаді передали будівлю цієї старовинної синагоги, що є найбільшою не тільки в Україні, а й у всій Східній Європі

## Персоналії
- Йосеф Яков (Йоска) Сабатка — рабин синагоги в Дубні з 1698 року. Учитель, мораліст та кабаліст.